# Rafael de Penagos (Schauspieler)
Rafael de Penagos (* 1924 in Madrid; † 25. Februar 2010 ebenda) war ein spanischer Schauspieler, Dichter und Synchronsprecher.

## Leben
De Penagos, der Sohn des Zeichners Rafael de Penagos Zalabardo, war zu Beginn der 1940er Jahre mit einem Vertrag bei Metro Goldwyn Mayer als Schauspieler und Synchronsprecher in Barcelona tätig. Anschließend hielt er sich in Santiago de Chile und Buenos Aires auf, wo er seinen ersten Gedichtband vorlegte – „im diktatorischen Spanien gibt es zu wenig zu schildern“, begründete er seinen Weggang. 1954 kehrte er jedoch in sein Geburtsland zurück und mischte nun seine Tätigkeiten als Schauspieler mit denen von Gedichtvorträgen und universitären Lehraufträgen. 1964 wurde er für sein Werk Como pasa el viento mit dem spanischen Nationalpreis für Literatur ausgezeichnet.
Als Synchronsprecher hatte er ein Talent für Komödien und war unter vielen anderen Arbeiten die spanische Stimme von Stan Laurel; später synchronisierte er Jeremy Brett in der Fernsehserie um Sherlock Holmes.

## Werke
- Como pasa el viento (1964); Carta a León Felipe (1967); Poemas a Consuelo (1992); Orilla del recuerdo (1996); Memoria de doce escritores (1999); Antología poética (2002); Nueve siluetas (2005); Retratos testimoniales (2006)